# Фролово (Рязанский район)
Фролово — деревня в Рязанском районе Рязанской области. Входит в Искровское сельское поселение.

## География
Находится в северо-западной части Рязанской области на расстоянии приблизительно 29 км на юг-юго-восток по прямой от вокзала станции Рязань II с обеих сторон железнодорожной линии Рязань-Ряжск.

## История
На карте 1840 года деревня уже была отмечена (тогда Фролова). На карте 1850 года показана как два поселения: Фролово с 4 дворами и Фролова с 15. В 1859 году здесь (тогда территория Пронского уезда Рязанской губернии) было учтено 7 дворов для Малого Фролово и 15 для Большого, в 1897 — 24 и 6 соответственно.

## Население
Численность населения: 112 человек для Малого Фролово и 215 для Большого (1859 год), 153 и 59 соответственно (1897), 31 в 2002 году (русские 100 %), 26 в 2010.